# Onitis occidentalis
Onitis occidentalis là một loài bọ cánh cứng trong họ Bọ hung (Scarabaeidae).